# Карпов (Цимлянский район)
Карпов — хутор в Цимлянском районе Ростовской области.
Входит в состав Лозновского сельского поселения.

## География

### Улицы
- ул. Набережная,
- ул. Фестивальная,
- ул. Центральная.

### История хутора
- Посёлок образовался в период строительства Цимлянского водохранилища в 1947-1952 годах из числа переселенцев хуторов попадающих в зону затопления.На этом месте проходила старинная губернская почтовая дорога войска Донского, так называемый "Царицынский тракт", из станицы Старочеркасской в г.Царицын.Сейчас, это автодорога Цимлянск-Шахты. На правом берегу реки Кумшак располагалась почтовая станция "Кумшацкая". В 1914 году,по царскому Указу,через реку Кумшак итальянскими мастерами был построен(сохранившийся до сегодняшнего дня) уникальный монолитный железо-бетонный мост,прозванный казаками "Бушевский" по фамилии станционного смотрителя Бушева Епилдифора Ипполитовича,инициатора строительства моста.Ещё раньше,в IIX-X веках н.э. в этих местах,через крепость Саркел, проходили торговые дороги Великого шёлкового пути.

## Население
| 2010 |
| ---- |
| 124  |